# Super Rugby Unlocked
Super Rugby Unlocked war ein professioneller Rugby-Union-Wettbewerb, der im Oktober und November 2020 in Südafrika ausgetragen wurde. Das Turnier ersetzte die südafrikanische Komponente der unvollständigen Saison 2020 der internationalen Meisterschaft Super Rugby, die im März desselben Jahres aufgrund der COVID-19-Pandemie abgebrochen werden musste.

## Ereignisse
Die Saison 2020 von Super Rugby war am 15. März 2020 wegen des Ausbruchs der COVID-19-Pandemie abgebrochen worden und konnte in der Folge nicht wieder aufgenommen werden, da die internationalen Reisebeschränkungen einen geregelten Spielbetrieb unmöglich machten. Während der neuseeländische und der australische Verband nach relativ kurzer Zeit die nationalen Ersatzwettbewerbe Super Rugby Aotearoa und Super Rugby AU auf die Beine stellten, verzögerte sich dies im Falle Südafrikas. Schließlich gab die South African Rugby Union am 16. September 2020 die Austragung von Super Rugby Unlocked bekannt.
Der vom südafrikanischen Kommunikationsunternehmen Vodacom gesponserte Wettbewerb begann am 10. Oktober 2020 und umfasste sieben Runden bis zum 21. November. Neben den vier südafrikanischen Franchise-Teams bei Super Rugby nahmen auch drei Teams aus dem Currie Cup teil. Den Meistertitel holten sich die Bulls. Nach dem Ende der Meisterschaft strebte der Verband keine Rückkehr zu Super Rugby an; stattdessen wechselten die südafrikanischen Franchises auf die Saison 2021/22 hin zur europäischen United Rugby Championship.

## Modus
Die sieben teilnehmenden Teams spielten zu Hause oder auswärts einmal gegeneinander. Das nach sieben Runden bestplatzierte Team wurde mit dem Titel ausgezeichnet. Alle Tabellenpunkte wurden dann in den Currie Cup 2020/21 übertragen, der eine Rückrunde mit anschließenden Pokal-Playoffs umfasste.
Die Tabellenpunkte in der Wertung von Super Rugby Unlocked wurden wie folgt vergeben:
- 4 Punkte für einen Sieg
- 2 Punkte für ein Unentschieden
- 1 Bonuspunkt für eine Niederlage in einem Spiel mit sieben Punkten oder weniger
- 1 Bonuspunkt für das Erzielen von drei Versuchen mehr als der Gegner

## Ergebnis
|    | Team     | Spiele | Siege | Unent. | Ndlg. | Spiel- punkte | Diff. | Bonus- punkte | Tabellen- punkte |
| -- | -------- | ------ | ----- | ------ | ----- | ------------- | ----- | ------------- | ---------------- |
| 1. | Bulls    | 6      | 5     | 0      | 1     | 178:92        | + 86  | 3             | 23               |
| 2. | Stormers | 6      | 4     | 1      | 1     | 140:112       | + 28  | 1             | 19               |
| 3. | Sharks   | 6      | 4     | 1      | 1     | 128:122       | + 6   | 1             | 19               |
| 4. | Cheetahs | 6      | 3     | 1      | 2     | 126:106       | + 20  | 3             | 17               |
| 5. | Lions    | 6      | 1     | 2      | 3     | 119:103       | + 16  | 4             | 12               |
| 6. | Pumas    | 6      | 1     | 1      | 4     | 119:179       | − 60  | 1             | 7                |
| 7. | Griquas  | 6      | 0     | 0      | 6     | 123:219       | − 96  | 3             | 3                |